# Distrito de Quilmaná

Provincia de Cañete en el Departamento de Lima, Perú

El distrito de Quilmaná conocido como la «Capital de la Cordialidad y la Amistad», fue creado un 15 de setiembre de 1944 y es uno de los dieciséis que conforman la provincia de Cañete, ubicada en el departamento de Lima en la Costa central del Perú.
Está ubicado en la parte central de la provincia y limita por el Norte con los distritos de Coayllo y Tauripampa (Yauyos), por el Sur con los distritos de Imperial y San Luis, por el Este con el distrito de Nuevo Imperial y por el Oeste con los distritos de Cerro Azul y Asia.
Dentro de la división eclesiástica de la Iglesia Católica del Perú, pertenece a la Prelatura de Yauyos.

## Historia
Una yunta de bueyes, proporcionada por Felipe de la Cruz, el plano trazado en el terreno, cuya forma geométrica tuvo perspectivas futuras. Empero, desde 1928 se generaron contrariedades y hasta “desavenencias” importantes, lo que a la postre se definió señalando para ellas el contorno de la plaza Mayor, pues, definitivamente allí se edificarían las escuelas, el Palacio Municipal, la comisaría y la iglesia. Así, entre 1928 y 1929 se iniciaron los trabajos, mediante faenas dominicales, de la escuela y el Templo siendo estas obras primigenias para la formación educativo culturales y espirituales de los pobladores.
La primera preocupación de los pobladores estuvo centrada en la conformación de la ciudad, recién por 1927 se tuvo la imperiosa necesidad de bautizar con un nombre al núcleo urbano. Sobre la denominación de Quilmaná, existen versiones que permiten explicar el origen etimológico de este pujante y sacrificado pueblo.
Antenor Castillo de la Cruz manifiesta en su “Monografía de Quilmaná” que en la primera tienda que se estableció en el lugar, de propiedad de Abraham Sánchez, se exhibía un rótulo en el que se graficaba el nombre de “las afamadas llantas y cámaras "KILL” de marca extranjera; y de acuerdo a la versión del autor, se indica que: “un buen día, de un grupo de amigos surgió la idea de bautizar al caserío con un nombre propio, pero que para tan dramático hallazgo se tuvo en consideración que sobre el parapeto indicado de la primera casa comercial, existía un letrero con letras grandes, con pintura azul y roja, que decía “se vende llantas y cámaras Kill” al castellano, fue obtenido y considerada la primera sílaba del nombre buscado por Quil; aquí se tornó un verdadero rompecabezas para todos los asistentes, se presentaron sugerencias de diferente índole, unos ponían “manesa”, otros “macero”, y algo más por el estilo, hasta que un ingeniero propuso el de “mana” que significa "el pan enviado por Dios".
Definitivamente, el término “Quil” aunado a “mana” originó el nombre de “Quilmaná”. Pero es el caso que la palabra inglesa kill traducida al castellano significa “matar, dar muerte, asesinar, acabar, destruir, quitar, parar”. Si la versión expuesta fuera valedera, ello concordaría con los peligros a los que estaban expuestos los pobladores del lugar por las continuas amenazas a las que estaban expuestas los pobladores; o, si en todo caso, se refería a la marca de las referidas llantas, concordaría con el término “parar”.
Al haberse consolidado como pequeño centro poblado, Quilmaná es reconocido como anexo del Distrito de Imperial, habiendo sido designado como primer agente Municipal, Santos Villar.
Entre los años de 1931 a 1932 luego de redimensionarse las áreas marginales de las tierras incorporadas se aprecia algunos sobrantes de áreas en la documentación de las inicialmente adjudicada” Era el tiempo del gobierno del general Luis M. Sánchez Cerro quien genera la nueva parcelación de La Victoria con nuevos adjudicatarios. por entonces todos los ciudadanos nacidos en el actual territorio de Quilmaná registraban su nacimiento en la Municipalidad “Imperialino”.

### Creación como distrito
No solamente la carretera Panamericana había dado importancia al Anexo de Quilmaná, sino también, el “empuje” de sus pobladores. El trayecto desde 1934 a 1944, perfiló a este pueblo para ingresar a la categoría de Distrito. Fueron muchos los trámites que se hicieron con el esfuerzo de sus hijos ante el Gobierno Central, esfuerzos que fueran coronados con la expedición de la Ley 9962.
En el primer gobierno del Presidente Manuel Prado Ugarteche se promulgó la Ley de creación del Distrito de Quilmaná el 15 de septiembre de 1944, señalándose como Capital al Anexo del mismo nombre e integrado por los anexos de La Victoria, El Cortijo, Puente Negro y Roldán. Además, se indicó que los límites “eran los mismos que en ese momento circundaban a los anexos que los constituían”. Con este acontecimiento, la Provincia de Cañete asistió a la creación de un Distrito más en su contexto geopolítico, incrementando así su constelación político-administrativa.

## Geografía
Abarca una superficie de 437,40 km²

### Topografía y suelos
Presenta una topografía relativamente plana con ligera pendiente de norte a sur, con cotas comprendidas entre 150,00 m.s.n.m en la zona de ingreso y 165,00 m.s.n.m cercanos al cerro.
El tipo de suelo de acuerdo al estudio de suelo realizado en 1996, determinó que la zona se encuentra formada por un variado conjunto de rocas, sedimentarios metamórfica y ígneas extrusivas e intrusivas.
De 0.00-0.50 m presenta material limo arenoso, de 0.60-2.00 m material arena gravosa con presencia de canto rodado predominante de 1”-2” ø hasta 6”-8” como máximo. Cabe mencionar que en el área cercana al cementerio presenta este material desde la superficie.

## División administrativa

### Centros poblados
- Urbanos
  - Quilmaná, con 7 913 hab.
  - Buenos Aires, con 464 hab.
  - La Huerta (Santa Elena), con 882 hab.
  - Los Ángeles, con 781 hab.
  - San Juan de Roldán, 1 167 hab.
- Rurales
  - Angola, con 228 hab.
  - Cinco Esquinas, con 415 hab.
  - El Tigre, con 330 hab.
  - Nueva Jerusalén, con 173 hab.
  - San Francisco Grande, con 209 hab.
  - San Juan de Roldán, con 154 hab.
  - Santa Luisa
  - Miraflores
  - Cinco Esquinas

## Clima
El clima en esta localidad es del tipo muy seco y semicálido, por lo que la temperatura media mensual varía entre 23 °C y 16 °C para los meses de febrero y agosto respectivamente, la humedad relativa tiene una variación de 78 % en verano a 81% en invierno y en la precipitación máxima en 24 horas varía entre 0.0 y 1.5 mm. Y el total promedio anual 26,6 m.m.
La dirección predominante de los vientos es suroeste con una velocidad de 7 a 12 km/h con brisas ligeras en verano, invierno y primavera y de 2 a 6 km/h. con viento débil en otoño. La evaporación de 5 mm a 150 mm. De noviembre a abril y 48 mm, a 92 mm de mayo a octubre, el total anual promedio es 1,232 mm.

## Autoridades

### Municipales
- 2022 - a la actualidad
  - Alcalde: Ing. Regis Pomalaya Godoy
- 2019 - 2022
  - Alcalde: Pedro Antonio Revilla Seminario
  - Regidores:
    1. Pedro Mariategui Fernández
    2. Juana Clotilde Vicente Huamán
    3. Yul Campos Abad
    4. Ing. Washington Yangali Cóndor

- 2015 - 2018[2]
  - Alcalde: José Antonio Caico Fernández, Movimiento Patria Joven.
  - Regidores:

  1. Juan Carlos Cigüeñas Fernández (Patria Joven)
  2. Percy Fulgencio Sánchez Molleda (Patria Joven)
  3. Edwin Eduardo Contreras Pérez (Patria Joven)
  4. Zulema Berenise Luyo Huari (Patria Joven)
  5. Etel Raymunda Cornejo Pérez (Acción Popular)
- 2011 - 2014[3]
  - Alcalde: Celestino Yactayo Villalobos, Partido Acción Popular (AP).
  - Regidores: Guillermo Manuel Polar Málaga (AP), Juan Carlos Pinto Guzmán (AP), Zulma Gisella Zamudio Espinoza (AP), Raisa Melissa Ríos Castillo (AP), Maximiliano Vicente Rosas (Concertación para el Desarrollo Regional).
- 2007 - 2010[4]
  - Alcalde: Celestino Yactayo Villalobos, Partido Acción Popular.
- 2003 - 2006
  - Alcalde: Zorina Esther Negreiros Gutiérrez, Frente independiente Quilmaná Juntos te harenos grande.
- 1999 - 2002
  - Alcalde: Celestino Yactayo Villalobos, Movimiento Unidos por Cañete.
- 1996 - 1998
  - Alcalde: Celestino Yactayo Villalobos, Partido Acción Popular., Lista independiente N° 15 Unión Quilmaná.
- 1993 - 1995
  - Alcalde: Luis Antonio Revilla Urday, Partido Popular Cristiano.
- 1990 - 1992
  - Alcalde: Luis Antonio Revilla Urday, PREDEMO.
- 1987 - 1989
  - Alcalde: Héctor Pablo Quispe Yaya, Partido Aprista Peruano.
- 1984 - 1986
  - Alcalde: Luis Antonio Revilla Urday, Partido Popular Cristiano.
- 1981 - 1983
  - Alcalde: Carlos Espinoza Peláez, Partido Acción Popular.
- 1979
  - Alcalde: José Gustavo Morales Céspedes.
- 1975 - 1978
  - Alcalde: Irma Pachas de Mesinas.
- 1970-1975
  - Alcalde :Augusto Rodolfo Ojeda Zapata

### Policiales
- Comisaría de Quilmaná
  - Comisario: Mayor PNP  Luis Roberto Vargas Culqui.[5]

### Religiosas
- Prelatura de Yauyos[6]
  - Obispo Prelado: Mons. Ricardo García García.
- Parroquia Nuestra Señora del Rosario[7]
  - Párroco: Pbro. Antenor Zegarra Tacza
  - Vicario parroquial: Pbro. Genaro Huamán.

## Educación

### Instituciones educativas
- IEP "MIGUEL GRAU"
- IEP N.º 20243 JOSE CARLOS MARIATEGUI LA CHIRA - LA HUERTA- QUILMANA
- I.E.P N-° 20178 SANTA ROSA DE LIMA
- I.E.P N° 20177 SAN MARTIN DE PORRES
- I.E.P N°20176 EL TIGRE
- I.E.P N° 20241 "CINCO ESQUINAS"

## Festividades
- Bajada de Reyes (6 de enero)
- Virgen de Lourdes (11 de febrero)
- Día del Técnico ESEP (23 de septiembre)
- Aniversario distrital (15 de septiembre)
- Fiesta Patronal Virgen del Rosario (primer domingo de octubre)